# Jérôme Anthony
Pour les articles homonymes, voir Anthony.
 (mars 2023).
Si vous disposez d'ouvrages ou d'articles de référence ou si vous connaissez des sites web de qualité traitant du thème abordé ici, merci de compléter l'article en donnant les références utiles à sa vérifiabilité et en les liant à la section « Notes et références ».
Jérôme Finkelsztejn dit Jérôme Anthony, né le 11 novembre 1968 à Nancy, est un animateur de radio, de télévision et acteur français.
Il travaille actuellement sur les chaînes W9 et M6.

## Biographie

### Carrière à la radio
Jérôme Finkelsztejn, dit Jérôme Anthony, commence sa carrière à 14 ans comme animateur de radio dans l'émission Bleu Citron, diffusé en direct le mercredi après-midi sur la radio « Rockin' Chair » à Nancy. Il travaillera à cette occasion au côté de Sophie Loubière, depuis devenue animatrice-productrice sur Radio France et auteur de livres à succès, et également à côté de Stéphane Munier, journaliste-animateur de radio & télévision, voix off et spécialiste des médias. Il est également l'interprète du générique de l'émission Bleu citron, c'est canon. Tes enceintes éclatent, waouh oui, que ça claque[réf. nécessaire][pas clair].
Il arrête ensuite ses études (il quitte l'école en 3e) pour se consacrer à sa passion, et travaille de longues années sur l'antenne locale de Fun Radio  sous le nom "Fun Radio Lorraine" à Nancy. Pendant toutes ces années de radio, il est producteur de messages publicitaires et crée à cette occasion de nombreux jingles chantés, dont le plus connu est celui de la discothèque le « Solitair's Club » à Nancy (« Où vas-tu ce soir, on va faire la nouba, la nouba, au Solitair's Club »).
Pendant l'été 2018 et 2019, il présente Stop ou encore le week-end le matin sur RTL, à la place de Vincent Perrot puis pendant l'été 2021 à la place d'Eric Jean-Jean.
À la rentrée 2019, il arrive sur M Radio. Il est aux commandes de l'émission En attendant midi, diffusée chaque jour de la semaine.

### Passage à la chanson
À partir de mars 1993, il participe comme candidat au concours hebdomadaire de chansons « Numéros 1 de demain » dans l'émission Sacrée Soirée présentée par Jean-Pierre Foucault sur TF1. Il sera le candidat le plus récompensé par le public pour avoir remis son titre en jeu (10 semaines). À la suite de cette expérience dans la chanson, il sortira, en décembre 1993, un CD 2 titres Quelque part, quelqu'un écrit par Didier Barbelivien.

### Carrière à la télévision
De 1993 à 1994, il anime l'émission musicale Music Family sur RTL TV (devenue RTL9).
Au cours de l'été 1996, il est animateur sur TF1 avec Case KO, programmé au quotidien à 18h20.
En 1997, il devient l'un des animateurs vedettes de la nouvelle chaine Disney Channel. Il y anime l'émission quotidienne Zapping Zone jusqu'en 2003.
En 2004-2005, il coanime l'après-midi avec Sandra Lou l'émission Génération Hit sur M6. Toujours en 2005, après Génération Hit, il coanime aussi avec Sandra Lou l'émission Classé Confidentiel sur la même chaîne.
Après chaque prime-time du télé-crochet Nouvelle Star de M6, il recueille les réactions à chaud des candidats, du jury avec Estelle Denis et Camille Combal dans Nouvelle Star, ça continue... sur W9 de 2006 à 2009, puis sur M6 en 2010.
De 2008 à 2009, il présente l'émission Drôle de réveil ! au côté de Zuméo puis d'Amélie Bitoun.
En 2009-2010, il coanime Absolument Stars sur M6, une émission de « Call TV » et de musique. Il y effectue des remplacements depuis 2012.
De 2009 à 2018, il présente l'after de La France a un incroyable talent, ça continue diffusé en deuxième partie de soirée après chaque émission de La France a un incroyable talent toujours sur M6 (accompagné par Anthony Joubert en 2009 et 2010).
En 2010, il présente Un trésor dans votre maison sur M6. Il s'agit de l'adaptation d'un programme anglo-saxon qui consiste à aller chez les gens qui veulent se débarrasser d'objets qui encombrent leurs placards et de les vendre aux enchères.
Il présente le 11 janvier 2011, sur M6 et avec Sandrine Corman, le magazine Zéro de conduite.
Il présente aussi sur M6, le télé-crochet X Factor avec Sandrine Corman (seule aux primes). Il est également sur le web du lundi au samedi à 18h où il anime F@n Factor et le mardi en direct pour F@n Factor, le prime-time à 20h35.
En 2012, il succède à Alexandre Devoise à la présentation de Génération Top 50 sur W9.
Il a participé (sur M6 encore) à la 9e saison de l'émission Pékin Express (comme « passager mystère ») présentée par Stéphane Rotenberg.
Du 14 mai au 18 juin 2013, il participe comme candidat à l'émission de divertissement Un air de star sur M6 présentée par Karine Le Marchand. Il se fait remarquer notamment par ses interprétations  d'Andrea Bocelli et Shirley Bassey. Il est demi-finaliste et permet de remporter 4000 € à l'association qu'il défend.
2014 : un trésor dans votre maison, avec le commissaire priseur Emmanuel Layan.
En 2015, il coanime avec de nombreux animateurs de M6 et W9 des émissions consacrées aux 30 ans du Top 50.
Du 11 février au 24 mars 2015 avec Guillaume Pley, il coanime Tout peut arriver en prime-time sur M6. En raison d'audiences jugées insuffisantes, l'émission est transférée sur W9 après deux numéros.
En 2015, il figure dans le clip de la chanson La fin du chemin de Michel Delpech.
Le 14 décembre 2016, il présente l'émission W9 d'or, la première cérémonie musicale dont les gagnants sont désignés sur les chiffres de vente, d'écoute ou de diffusion.
Du 10 au 14 avril 2017, il participe à l'émission Un dîner presque parfait se déroulant à Strasbourg et diffusée sur W9. Delphine Wespiser, ancienne Miss France devenue animatrice et comédienne, fait partie des concurrents.
En 2017, il participe à l'émission 40 ans du Puy du Fou : Les animateurs font le spectacle où il incarne l'un des ennemis des mousquetaires dans la première partie, et un cavalier dans la deuxième partie du spectacle Mousquetaire de Richelieu.
En 2018, il participe à la troisième saison du Meilleur Pâtissier, spécial célébrités présentée par Julia Vignali sur M6. Depuis cette même année, il présente sur W9 le magazine Génération Hit machine en remplacement de Derka.
En octobre 2018 il présente en direct et en alternance tous les jours à 13h30 sur l'application du Groupe M6 Wizzup.
Le 19 août 2019, M6 annonce que Jérôme Anthony sera remplacé par Donel Jack'sman à la présentation de La France a un incroyable talent, ça continue (deuxième partie de l'émission La France a un incroyable talent). Jérôme Anthony reste toutefois au sein du groupe et continuera d'animer les émissions musicales du groupe et devrait porter de nouveaux projets à l'antenne dans les mois suivants la rentrée 2019. Quelques jours plus tard, l'arrivée de Jérôme Anthony est annoncée au sein de M Radio.

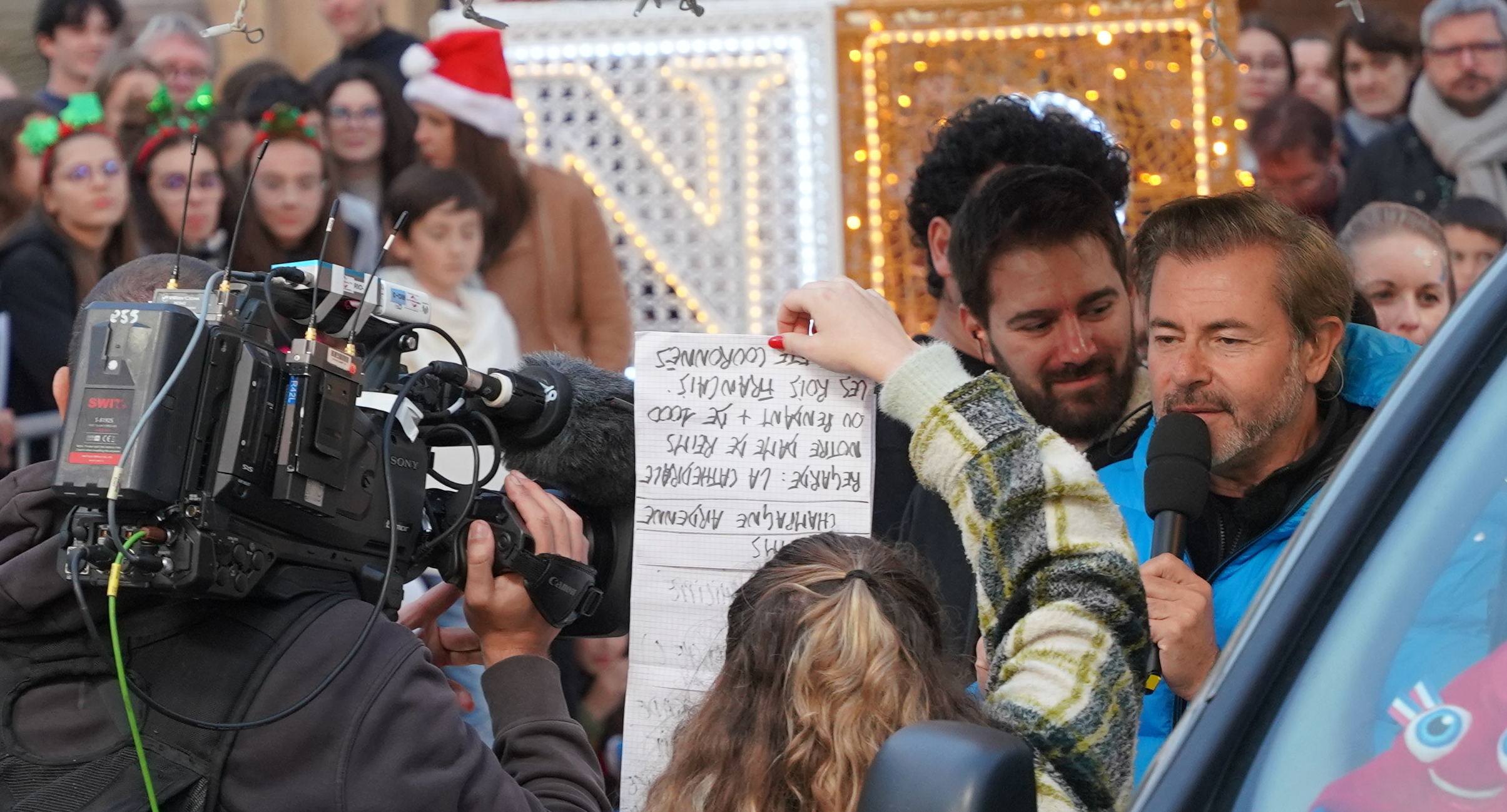
Présentant Tous en cuisine en 2024.

Depuis mars 2020, il présente l'émission Tous en cuisine en direct sur M6 avec Cyril Lignac, émission lancée dans le contexte des mesures de confinement de 2020 en France.
À partir du 24 août 2020, il coanime l'émission culinaire Tous en cuisine en direct sur M6 en compagnie du chef Cyril Lignac tous les jours du lundi au vendredi.

## Engagement
Depuis 2014, Jérôme Anthony a rejoint le club des ambassadeurs de la fondation Claude-Pompidou, cette fondation venant en aide aux personnes rendues vulnérables par la maladie, le handicap et le grand âge depuis 1970.

## Vie privée
Il est le fils des propriétaires de la boutique de vêtements Anthony, située à Nancy. Il a utilisé le nom de cette enseigne pour créer son pseudonyme de Jérôme Anthony. Il a deux fils, Simon et Joseph.

## Bilan artistique et médiatique

### Parcours à la radio
- Étés 2018, 2019 puis 2021 et 2022 : animateur de l'émission Stop ou encore sur RTL
- 2019 : animateur dans l'émission En attendant midi sur M Radio

### Animateur de télévision
- 1992-1995 : Music Family sur RTL TV puis RTL9
- 1996 : Case KO sur TF1
- 1997-2003 : Zapping Zone sur Disney Channel
- 2003-2004 : M6 Music Live avec Anne-Gaëlle Riccio sur M6
- 2003-2005 : C'est pas trop tôt !, avec Max sur M6
- 2003 : À la recherche de la Nouvelle Star, avec Benjamin Castaldi sur M6
- 2004-2005 : Classé confidentiel avec Sandra Lou sur M6
- 2005-2006 : Morning Café, avec Zuméo sur M6
- 2005-2007 : Génération Hit avec Sandra Lou sur M6
- 2006-2009 : Nouvelle Star, ça continue... sur W9
- 2008-2009 : Drôle de réveil ! sur M6
- 2009-2010 puis 2012 : Absolument stars sur M6 avec Amélie Bitoun
- 2009-2018 : La France a un incroyable talent, ça continue sur M6
- 2010 : Nouvelle Star, ça continue... sur M6
- 2010-2015 : Un trésor dans votre maison sur M6
- 2011 : Zéro de conduite avec Sandrine Corman sur M6
- 2011 : X Factor avec Sandrine Corman sur M6
- 2011-2012 : Le Meilleur du Top 50 !  sur W9 avec Nancy Sinatra
- 2012 : À la recherche du nouveau Claude François sur W9
- 2012 : Génération Top 50 sur W9
- 2012-2013 : Disney Party  avec Valérie Damidot sur M6
- 2013-2014 : Séduis-moi… si tu peux ! sur W9
- 2014 : Les 30 ans du Top 50 sur M6 puis W9
- 2014 : Les stars chantent Disney, avec Alizée sur W9
- 2015 : Tout peut arriver avec Guillaume Pley sur M6 puis W9
- Depuis 2015 : Le concert pour la tolérence (avec Erika Moulet en 2019), sur W9
- Depuis 2016 : Tout le monde chante contre le cancer (avec Anaïs Grangerac sur W9 en 2016 et Élodie Gossuin en 2023)
- 2016 : Les Kids United font leur show, coanimation avec Anaïs Grangerac sur W9
- 2016 et 2021 : W9 d'or, coprésentation avec Erika Moulet sur W9 puis seul en 2021
- 2016 : Les destins brisés des stars de la chanson sur W9
- 2016 : Goldman : un héros si discret sur W9
- 2017 : Ma mère cuisine mieux que la tienne ! avec Stéphanie Le Quellec sur M6
- 2017 : Les 50 chansons préférées des Français, les coulisses sur M6
- 2017 : 30 ans de musique sur M6, les coulisses sur M6
- Depuis 2017 : Les 20 ... préférés des Français sur W9
- 2017 : Michel Berger, quelques mots d'amour sur W9
- 2017 : La fabuleuse histoire du Top 50 sur W9
- 2017 : Stromae, l'homme aux deux visages sur W9
- 2017 : Michel Sardou, l'indomptable sur W9
- 2018 : M6 Music 20 ans, le concert anniversaire avec Erika Moulet sur W9
- 2018 : Claude François, les derniers secrets sur W9
- 2019 : Renaud, au nom du père sur W9
- 2018 : Génération Hit machine sur W9
- 2019 : Un trésor dans votre maison sur 6ter
- 2020-2021 : Les stars chantent pour la planète sur W9
- Depuis 2020 : Tous en cuisine, en direct avec Cyril Lignac sur M6
- 2020 : Patrick Bruel, itinéraire d'un surdoué sur W9
- 2020 : Mylène Farmer, sans contrefaçon sur W9
- 2021 : La Grande soirée des duos sur W9 avec Erika Moulet
- 2021 : L'énigme Jean-Jacques Goldman sur W9
- 2021 : Louane, l'incroyable destin de la princesse des Français sur W9
- 2021 : Céline, pour toujours sur W9
- Depuis 2022 : Ce soir on chante pour sur W9 avec Élodie Gossuin
- 2022 : Chefs à domicile - livraison exceptionnelle sur M6, avec Norbert Tarayre
- 2022 : La grande soirée des tubes 80, 90, 2000 sur W9
- 2022 : Tous ensemble à Agadir sur W9, coanimé avec Erika Moulet
- 2023 : L’énigme Mylène Farmer sur W9
- 2023 : La grande soirée des tubes du camping à Montpellier sur W9, avec Élodie Gossuin
- 2024 : Les 40 ans du Top 50, la soirée anniversaire sur M6, avec Élodie Gossuin
- 2024 : Tous fous de concours insolites sur Gulli avec Ariane Brodier et SoAnne
- 2024 : Slimane, le conquérant ! sur W9
- 2024 : La grande soirée des tubes du camping à Carcassonne sur W9, avec Élodie Gossuin
- 2025 : La meilleure destination vacances (remplaçant d'Élodie Gossuin)

### Participant
- 1993 : Sacrée Soirée sur TF1
- 2012 : Un dîner presque parfait (à Mulhouse) sur W9
- 2013 : Un air de star sur M6
- 2013 : Pékin Express : Le Coffre maudit sur M6
- 2017 : Un dîner presque parfait (en Alsace) sur W9
- 2017 : 40 ans du Puy du Fou : Les animateurs font le spectacle sur M6
- 2018 : Le Meilleur Pâtissier, spécial célébrités (saison 3) sur M6
- 2022 : Le Meilleur Pâtissier Spécial célébrités (saison 5) sur Gulli
- 2023 : Un dîner presque parfait (Spécial fêtes) sur W9
- 2024 : Saison 7 du Meilleur Pâtissier, spécial célébrités (Gulli)

### Filmographie

#### Cinéma
- 2006 : On va s'aimer d'Ivan Calbérac : le maître-nageur

#### Télévision
- 2007 : Off Prime (Saison 1, épisode 4 : Miss Camping) : lui-même
- 2015 : Soda : Le Rêve américain de Nath Dumont : lui-même / le présentateur du jeu télévisé
- 2017 : Scènes de ménages : un bénévole
- 2022 : Meurtres à Nancy : le médecin légiste

## Discographie
- 1993 : Quelque part, quelqu'un (écrit par Didier Barbelivien)
- 2015 : La fin du chemin de Michel Delpech

## Ouvrage
- Jérôme Anthony et Philippe Thuillier, Maritie & Gilbert Carpentier ou l'âge d'or des variétés, Vanves, Éditions du Chêne, 2016, 256 p. (ISBN 978-2-8123-1571-8).